# Ley 23.511
La Ley 23.511 es la norma que crea el Banco Nacional de Datos Genéticos (BNDG) en Argentina. Se trata de un proyecto formulado por Abuelas de Plaza de Mayo que fue aprobado por el Congreso de la Nación en forma unánime en mayo de 1987.
Esta ley permitió dar validez legal a los análisis genéticos realizados y guardados en el Hospital Durand, con el objetivo de resolver los conflictos por temas filiatorios, sobre todo en el caso de los niños desaparecidos durante la dictadura cívico-militar argentina.
Por medio de la ley se estableció que los tribunales debían realizar estudios genéticos a aquellos niños de dudosa filiación y, en el caso de negación a este requerimiento, podía considerarse como señal de complicidad en los secuestros de los niños.